# Shalom Olam
 (хебр. שלום עולם; у преводу Поздрав свету) песма је на хебрејском језику која је у извођењу Галит Бел требала да представља Израел на Песми Евровизије 1996. у Ослу. Музику и текст заједно су написали Дорон Витенберг и Ејал Мадани. 
Након убедљиве победе на фестивалу Кдам 1996, Галит је требало да представља Израел на Евросонгу исте године. Међутим, како је те године за фестивал пријављено чак 30 земаља, ЕБУ је одлучила да се одрже квалификације за финале, преко којих би се изабрала 22 финалиста фестивала. Чланови сатручних жирија из свих земаља учесница су гласали на основу преслушаних студијских снимака песама, а израелска песма је са свега 12 освојених бодова заузела тек 28. место и тако се није пласирала у финале које је одржано 18. маја.

## Поени у финалу
| 12 поена | 10 поена             | 8 поена   | 7 поена | 6 поена |
| -------- | -------------------- | --------- | ------- | ------- |
| —        | —                    | —         | —       | —       |
| 5 поена  | 4 поена              | 3 поена   | 2 поена | 1 поен  |
| Турска   | Република Македонија | Француска | —       | —       |